# Breese
Breese ist eine Gemeinde im Landkreis Prignitz in Brandenburg. Sie wird vom Amt Bad Wilsnack/Weisen mit Sitz in Bad Wilsnack verwaltet.

## Geografie
Die Gemeinde liegt im Nordwesten Brandenburgs etwa zwei Kilometer östlich der Stadt Wittenberge im Biosphärenreservat Flusslandschaft Elbe-Brandenburg. An der westlichen Gemeindegrenze fließt die Stepenitz in Richtung Elbe. Die Bahnlinie Berlin–Hamburg verläuft durch das Gemeindegebiet, besitzt im bewohnten Gemeindeteil Kuhblank aber nur einen ehemaligen Haltepunkt.

## Gemeindegliederung
Zu Breese gehören der Ortsteil Groß Breese mit dem Wohnplatz Ausbau und der bewohnte Gemeindeteil Kuhblank mit dem Wohnplatz Buutendörp.

## Geschichte
Breese wurde 1317 erstmals urkundlich erwähnt. Der Ortsname stammt aus dem Slawischen und bedeutet so viel wie „Ort, wo die Birken stehen“. Die drei Dörfer der Gemeinde (Breese, Groß Breese, Kuhblank) sind vom Ursprung her Rundlinge.

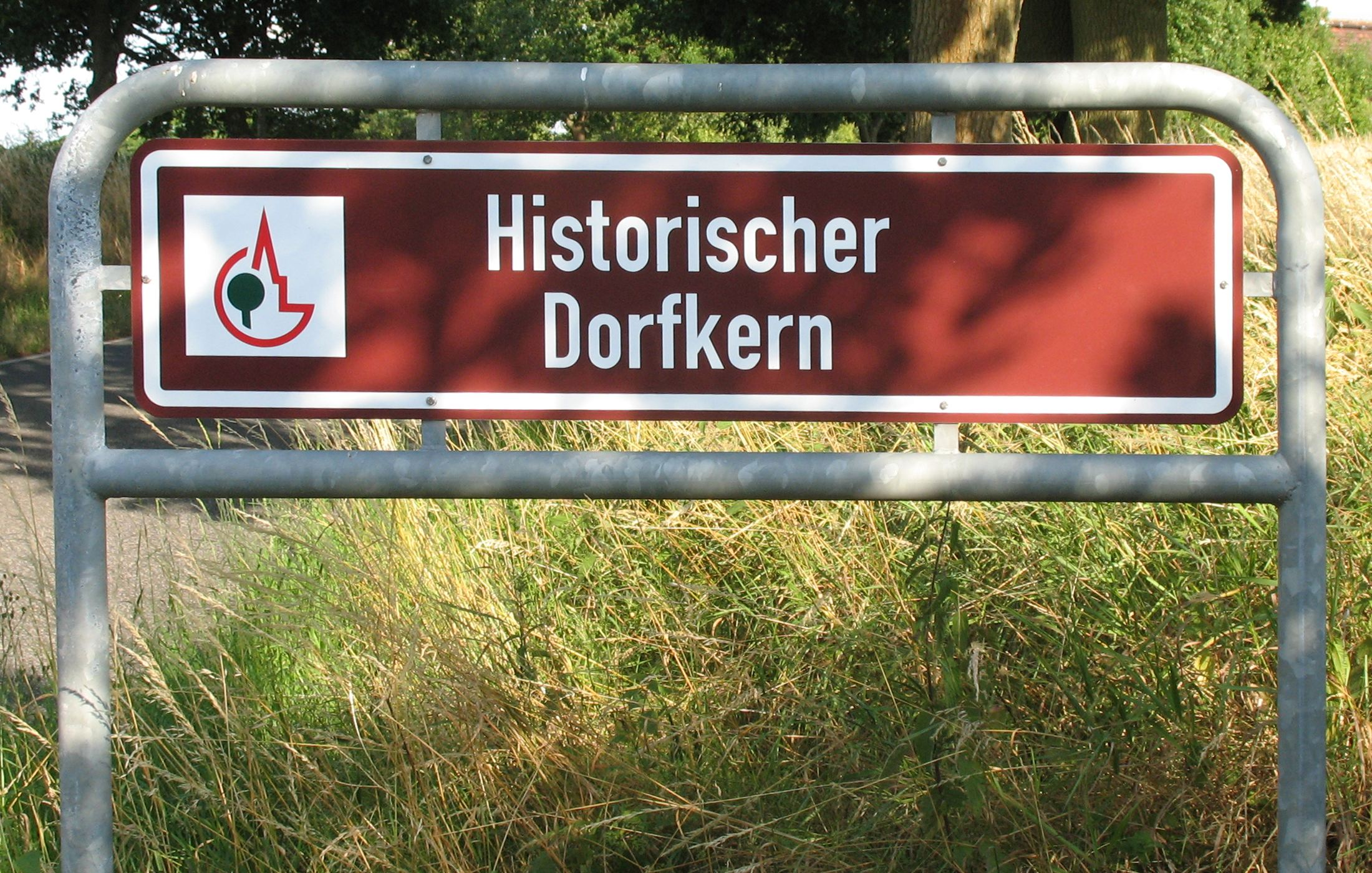
Hinweiszeichen „Historischer Dorfkern“

Klein Breese gehörte einst zum Gut Neuburg. Urnenfunde belegen eine Besiedlung der Gemarkung bereits zur Bronzezeit. Von 1441 bis 1728 besaßen die Ritter von Retzdorf, bis 1825 die Herren von Möllendorf und nach 1828 ein Herr Strilack das Gut. 1820 wurde Klein Breese infolge eines Brandes fast vollständig zerstört. Von 1849 bis 1878 war Klein Breese Teil der Stadt Wittenberge und gehörte danach bis 1952 zum Amtsbereich Wittenberge. 1877 wurde das Gut Klein Breese aufgelöst.
Ein durch Ansiedlung von Kolonisten entstandenes Mittel Breese wurde zusammen mit Klein Breese 1939 zur Gemeinde Breese vereinigt.
Breese und Groß Breese gehörten seit 1817 zum Kreis Westprignitz in der Provinz Brandenburg und ab 1952 zum Kreis Perleberg im DDR-Bezirk Schwerin. Seit 1993 liegen sie im brandenburgischen Kreis Prignitz.
Im Mai/Juni 2013 war Breese vom Elbhochwasser 2013 betroffen.
Eingemeindungen
Kuhblank gehört seit dem 1. Oktober 1973 zur ehemaligen Gemeinde Groß Breese. Groß Breese wurde am 26. Oktober 2003 eingemeindet.

## Bevölkerungsentwicklung
| Jahr | Einwohner |
| ---- | --------- |
| 1946 | 1 647     |
| 1950 | 1 634     |
| 1964 | 1 481     |
| 1971 | 1 452     |
| 1981 | 1 221     |
| 1985 | 1 195     |

| Jahr | Einwohner |
| ---- | --------- |
| 1990 | 1 133     |
| 1995 | 1 130     |
| 2000 | 1 382     |
| 2005 | 1 655     |
| 2010 | 1 560     |
| 2015 | 1 481     |

| Jahr | Einwohner |
| ---- | --------- |
| 2020 | 1 488     |
| 2021 | 1 487     |
| 2022 | 1 522     |
| 2023 | 1 524     |
| 2024 | 1 526     |

Gebietsstand des jeweiligen Jahres, Einwohnerzahl: Stand 31. Dezember (ab 1991), ab 2011 auf Basis des Zensus 2011, ab 2022 auf Basis des Zensus 2022

## Politik

### Gemeindevertretung
Die Gemeindevertretung von Breese besteht aus 10 Gemeindevertretern und dem ehrenamtlichen Bürgermeister. Die Kommunalwahl am 9. Juni 2024 führte bei einer Wahlbeteiligung von 74,3 % zu folgendem Ergebnis:
| Partei / Wählergruppe                    | Stimmenanteil 2019 | Sitze 2019 |        | Stimmenanteil 2024 | Sitze 2024 |
| ---------------------------------------- | ------------------ | ---------- | ------ | ------------------ | ---------- |
| Wählergruppe Breese-Groß Breese-Kuhblank | 33,4 %             | 3          | 39,8 % | 4                  |            |
| CDU                                      | 18,0 %             | 2          | 39,8 % | 4                  |            |
| SPD                                      | 37,0 %             | 4          | 16,1 % | 2                  |            |
| Die Linke                                | 08,5 %             | 1          | 04,3 % | –                  |            |
| FDP                                      | 03,1 %             | –          | –      | –                  |            |
| Insgesamt                                | 100 %              | 10         | 100 %  | 10                 |            |

### Bürgermeister
- 1998–2024: Werner Steiner (SPD)[12]
- seit 2024: Fabien Wiesemann (parteilos)

Steiner wurde bei der Bürgermeisterwahl am 26. Mai 2019 ohne Gegenkandidat mit 58,5 % der gültigen Stimmen wiedergewählt.
Am 9. Juni 2024 wurde Wiesemann mit 51,7 % der gültigen Stimmen zu seinem Nachfolger gewählt. Seine Amtszeit beträgt fünf Jahre.

### Wappen
| Wappen von Breese | Blasonierung: „In Silber eine rote Nadel mit einem durch das Öhr gesteckten, zweifach (b-förmig) um die Nadel geschlungenen und beiderseits abgerissenen roten Faden, daneben ein steigendes rotes Einhorn.“ |
| Wappen von Breese | Wappenbegründung: Das Einhorn ist dem Wappen der Uradelsfamilie von Retzdorf entlehnt, der vom 14. bis 18. Jahrhundert als Gutsherrschaft die Orte Groß und Klein Breese und die Kolonie Mittelbreese ganz oder anteilsweise gehörten. Die Nadel ist Sinnbild für die 1903 in Wittenberge angesiedelte Nähmaschinenfabrik der Firma Singer. Das Unternehmen war eine der wichtigsten Arbeitgeber für Breese und hat das Erscheinungsbild des Ortes durch die 1925 gebaute Werkssiedlung nachhaltig geprägt. Der b-förmig um die Nadel geschlungene Faden verweist auf den Anfangsbuchstaben des Ortsnamens. Das Wappen wurde auf Initiative des Prignitz-Herold e. V. von dessen Mitgliedern und der Gemeinschaft wappenführender Familien entworfen, von Sven Schwab gestaltet und am 14. November 2012 erteilte das Brandenburgische Landeshauptarchiv die Zustimmung zur Führung von Wappen und Flagge. |

### Flagge

Flagge von Breese

„Die Flagge ist Rot - Weiß (1:1) gestreift und mittig mit dem Gemeindewappen belegt.“

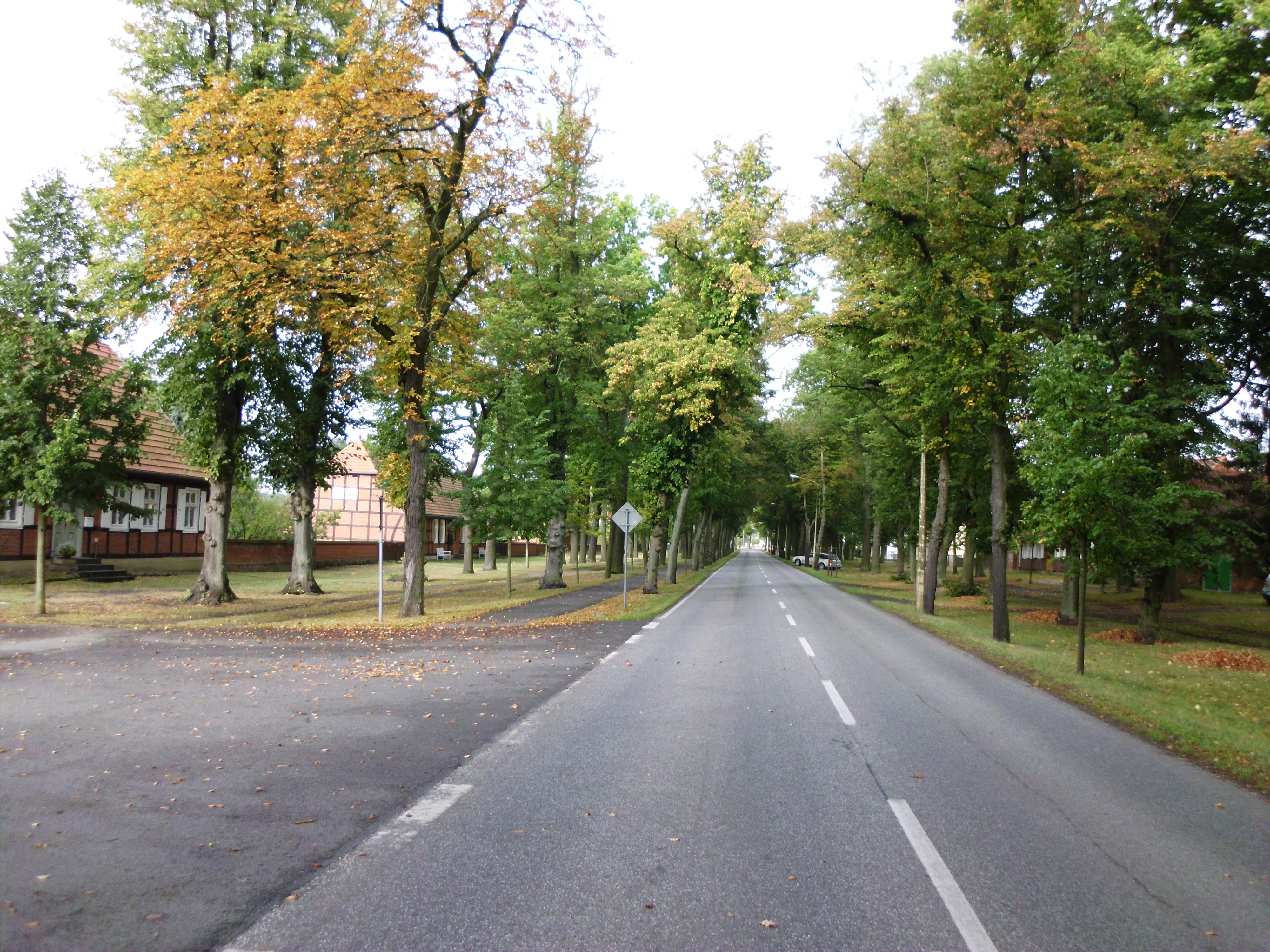
Dorfanlage Groß Breese

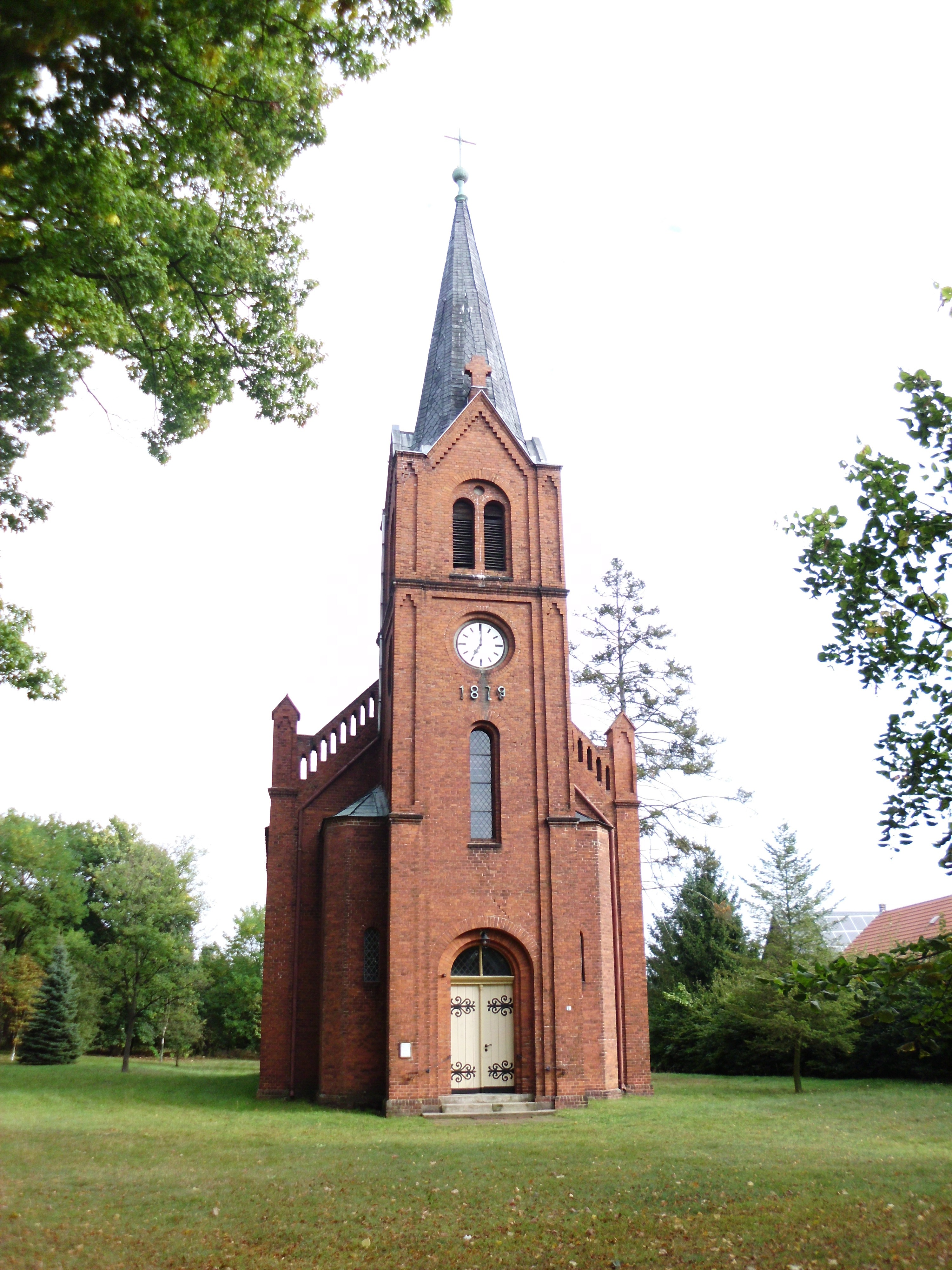
Kirche Groß Breese

## Sehenswürdigkeiten
In der Liste der Baudenkmale in Breese stehen die in der Denkmalliste des Landes Brandenburg eingetragenen Baudenkmale.
Sonstige Sehenswürdigkeiten sind:
- Kirche Groß Breese
- Heimatstube des Heimat-, Geschichts- und Kulturverein e. V. Groß Breese/Kuhblank

## Verkehr
Breese liegt an der Landesstraße L 11 zwischen Wittenberge und Bad Wilsnack.
Der Haltepunkt Kuhblank an der Bahnstrecke Berlin–Hamburg wird nicht mehr bedient.

## Persönlichkeiten
Söhne und Töchter der Gemeinde
- Christian Ludwig Ideler (1766–1846), Astronom
- Hans Koch (1930–1979), Politiker (CDU)